# Oskar Vinzent
Oskar Vinzent (* 7. November 1912 in Wittersheim, heute Mandelbachtal; † 1994) war ein deutscher Politiker der FDP/DPS.

## Leben und Politik
Vinzent trat 1933 in die NSDAP (Mitgliedsnummer 2.683.073) und zwei Jahre später in die SA ein, dort stieg er zum Truppführer und Feldwebel auf, bis er 1939 in die Wehrmacht eingezogen wurde. Daneben gehörte er der DAF und der NSV an. Im Juni 1949 wurde Vinzent von der vierten Kammer des obersten Säuberungsrates als Mitläufer eingestuft. Drei Monate später wurde er beim Arbeitsamt in Sankt Wendel angestellt, in dem er bereits von 1935 an bis zum Krieg tätig war, dort stieg er zum stellvertretenden Direktor und Regierungsoberinspektor auf. Anfang 1961 wurde Vinzent von seinem nunmehrigen Parteifreund, dem damaligen Arbeits- und Sozialminister des Saarlandes Paul Simonis, zum persönlichen Referenten ernannt. Ende 1964 rückte Vinzent für den verstorbenen Fritz Wedel in den saarländischen Landtag nach, dem er bis zum Ende der Wahlperiode ein halbes Jahr später angehörte. Bereits 1957 hatte Vinzent erfolglos für den Bundestag kandidiert. Danach kehrte er ins Ministerium zurück, in dem er zuletzt die Funktion des Oberregierungsrates ausübte, 1974 wurde er pensioniert.

## Auszeichnungen
- 25. April 1977: Saarländischer Verdienstorden[2]